# 高岡市立志貴野中学校
高岡市立志貴野中学校（たかおかしりつしきのちゅうがっこう）は、富山県高岡市広小路にある公立中学校。

## 概要
成美小学校、能町小学校、万葉小学校などから生徒が集まる。路線電車万葉線が走る富山県道24号伏木港線に面し、最寄り駅は万葉線の志貴野中学校前停留場。また、高岡市役所と隣接している。三角屋根の大きな体育館が特徴的。

## 部活動

### 運動部
- 陸上競技（男女）
- 野球（男）
- バスケットボール（男女）
- ソフトボール（女）
- バドミントン（男女）
- ソフトテニス（男女）
- 卓球（男女）
- バレーボール（男女）
- ハンドボール（男女）
- 水泳（男女）
- サッカー（男）
- 新体操（女）
- 剣道（男女）
- 柔道（男女）

### 文化部
- 吹奏楽
- ギターマンドリン（富山県内唯一）
- 自然科学
- 茶道
- 美術

## 著名な出身者
- 橘慶一郎（元高岡市長、衆議院議員）
- 鶴宏明（元ポケモン代表取締役、プロデューサー）
- 米田弥央（女優）
- 毛利未央（タレント、アナウンサー）
- 大森盛一（陸上競技選手）
- 中島裕希（Jリーガー）
- ロバートソン黎子（国際ジャーナリスト）
- 風吹ジュン（女優）

## 交通アクセス
- 万葉線 志貴野中学校前停留場からすぐ